# Campionato femminile Rugby Europe 2018
Il campionato femminile Rugby Europe 2018 (in francese Trophée européen de rugby à XV féminin 2018) fu la 22ª edizione del torneo europeo di rugby a 15 femminile organizzato da Rugby Europe.
Il torneo si tenne in Belgio dal 27 febbraio al 3 marzo 2018 tra 4 squadre con la formula a eliminazione diretta.
Le città coinvolte nel torneo furono Bruxelles e Waterloo.
A vincere il trofeo fu la Spagna, alla sua sesta affermazione europea, seconda consecutiva.

## Formula
Alle quattro squadre, basandosi sul ranking mondiale al momento dell'emissione del regolamento di torneo, fu assegnato un seeding da 1 a 4, il più alto essendo quello della Spagna e, a seguire, Paesi Bassi, Belgio e Germania; il formato fu un quadrangolare a eliminazione diretta, con le squadre al seeding 1 e 2 a incontrare in gara unica quelle rispettivamente al seeding 4 e 3.
Oltre alla finale per il titolo fu prevista quella per il terzo posto per le sconfitte in semifinale.
Tutte le gare si svolsero allo Stade du Pachy di Waterloo tranne la finale che si tenne al Petit Heysel a Bruxelles.

## Squadre partecipanti
- Belgio
- Germania
- Paesi Bassi
- Spagna

## Risultati
|  | Semifinali  | Semifinali  | Semifinali  |             |        | Finale          | Finale          | Finale          |  |
|  |             |             |             |             |        |                 |                 |                 |  |
|  | Spagna      | Spagna      | 44          |             |        |                 |                 |                 |  |
|  | Spagna      | Spagna      | 44          |             |        |                 |                 |                 |  |
|  | Germania    | Germania    | 0           |             |        |                 |                 |                 |  |
|  | Germania    | Germania    | 0           |             | Spagna | Spagna          | 40              |                 |  |
|  |             |             |             |             | Spagna | Spagna          | 40              |                 |  |
|  |             |             | Paesi Bassi | Paesi Bassi | 7      |                 |                 |                 |  |
|  | Paesi Bassi | Paesi Bassi | Paesi Bassi | Paesi Bassi | 7      | 84              |                 |                 |  |
|  | Paesi Bassi | Paesi Bassi |             |             |        | 84              |                 |                 |  |
|  | Belgio      | Belgio      | 12          |             |        | Finale 3º posto | Finale 3º posto | Finale 3º posto |  |
|  | Belgio      | Belgio      | 12          |             |        |                 |                 |                 |  |
|  |             |             |             |             |        |                 |                 |                 |  |
|  |             |             |             |             |        | Germania        | Germania        | 24              |  |
|  |             |             |             |             |        | Germania        | Germania        | 24              |  |
|  |             |             |             |             |        | Belgio          | Belgio          | 5               |  |

### Semifinali
| Arbitro: | Clara Munarini |

|                                                                                           |    |  |
| Echebarría 1’, 5’ A. Erbina 24’ Rico 30’ L. Erbina 38’ M. García 47’ Losada 56’ Vélez 75’ | mt |  |
| Ahis 1’, 56’                                                                              | tr |  |

| Arbitro: | Aurélie Groizeleau |

|                        |    | |
| Pierson 23’ Lepage 30’ | mt | 5’, 44’ Oonk 9’, 19’ Kievit 12’, 27’, 50’ Arends 17’, 33’, 80+1’ Bakker 56’ v.d. Velden 58’ Stock 68’ Heil 75’ v. Altena |
| Martinet 23’           | tr | 5’, 10’, 12’, 27’, 33’, 44’, 50’ Laros                                                                                   |

### Finale per il 3º posto
| Arbitro: | Clara Munarini |

|              |    |                                         |
| Pecoraro 71’ | mt | Gruber 28’, 42’ Neus 48’ Baltruweit 64’ |
|              | tr | Hollstein 28’, 42’                      |

### Finale
| Arbitro: | Aurélie Groizeleau |

| |              | |
| M. Rodríguez 9’ Fernández 18’ Echebarría 39’ Delgado 45’ Méliz 72’ | mt           | 23’ v. Leeuwen |
| M. García 9’, 18’, 45’ | tr           | 23’ Laros |
| M. García 57’, 66’ Méliz 78’ | c.p.         | |
| · Echebarría · A. Erbina · 57’ Aguirre · 68’ L. Erbina · M. García · 71’ Ahís · Fernández · 68’ Rico (c) · 71’ Rodríguez · Delgado · Puig · Alameda · 68’ Salinas · Calvo · 52’ Losada | Formazioni   | · v. Meer 73’ · Oonk · Kievit · v.d. Velden · Bakker 73’ · Laros (c) · Heil 46’ · Lely 62’ · Beukers 46’ · Martinez Gion 68’ · Gevers 37’ 46’ · Wijmans · v. Leeuwen · Selbeck 68’ · v. Altena 46’ |
| · 52’ Castelo · 57’ Carmona · 68’ Vélez · 68’ Parra · 68’ Vinuesa · 71’ Macías · 71’ Melíz                                                                                             | Sostituzioni | · Verbeek 46’ · v. Wijnbergen 46’ · Weijers 46’ · Zethof 62’ · Robin 68’ · Stolk 73’ · Stokk 73’                                                                                                   |
| José Antonio Barrio | Allenatori   | Sascha Werlich |